# Protettorato di Boemia e Moravia
Il Protettorato di Boemia e Moravia (in tedesco: Reichsprotektorat Böhmen und Mähren, in ceco: Protektorát Čechy a Morava) fu un protettorato fondato il 15 marzo 1939 quando la Germania nazista invase la parte occidentale della Cecoslovacchia e costituita dalle regioni di Boemia e Moravia.
Dopo l'Accordo di Monaco del settembre 1938, la Germania aveva annesso i Sudeti a maggioranza tedesca dalla Cecoslovacchia. Dopo l'istituzione della Repubblica Slovacca indipendente il 14 marzo 1939 e l'occupazione tedesca dello stato superstite ceco il giorno successivo, il leader tedesco Adolf Hitler istituì il protettorato il 16 marzo 1939 con un proclama dal Castello di Praga. La creazione del protettorato violava l'accordo di Monaco.
Il protettorato era nominalmente autonomo e aveva un sistema di governo duale, con la legge tedesca che si applicava alla minoranza tedesca mentre gli altri residenti avevano lo status legale di soggetto del protettorato ed erano governati da un'amministrazione ceca fantoccio. Durante la seconda guerra mondiale, la manodopera ceca ben addestrata e l'industria sviluppata vennero costrette a dare un contributo importante all'economia di guerra tedesca. Poiché il protettorato era appena fuori dalla portata dei bombardieri alleati, l'economia ceca poté funzionare quasi indisturbata fino alla fine della guerra. L'amministrazione del Protettorato venne profondamente coinvolta nell'Olocausto in Boemia e Moravia.
L'esistenza dello stato terminò con la resa della Germania agli Alleati nel 1945. Dopo la guerra, alcuni funzionari del Protettorato vennero accusati di collaborazionismo ma, secondo la convinzione prevalente nella società ceca, il Protettorato non venne del tutto rifiutato come entità collaborazionista.

## Antefatti
L'interesse di Hitler per la Cecoslovacchia era in gran parte guidato da richieste economiche. Il piano quadriennale che Hitler lanciò nel settembre 1936 per avere l'economia tedesca pronta per una "guerra totale" entro il 1940 stava vacillando nel 1937 a causa della carenza di valuta estera per pagare le vaste richieste economiche imposte dagli ambiziosi obiettivi di armamento, dato che alla Germania mancavano molte delle materie prime necessarie, che dovevano essere importate. Lo storico britannico Richard Overy scrisse che le enormi richieste del piano quadriennale "[...] non potevano essere totalmente soddisfatte da una politica di sostituzione delle importazioni e di razionalizzazione industriale". Nel novembre del 1937, alla conferenza di Hossbach, Hitler annunciò che per rimanere in vantaggio nella corsa agli armamenti con le altre potenze la Germania doveva impadronirsi della Cecoslovacchia in un futuro molto prossimo. La Cecoslovacchia era il 7° più grande produttore mondiale di armi, rendendola un attore importante nel commercio globale di armi.
Dopo che la Cecoslovacchia venne costretta ad accettare i termini dell'Accordo di Monaco del 30 settembre 1938, la Germania nazista incorporò la regione a maggioranza etnica tedesca del Sudetenland lungo il confine tedesco direttamente nella Germania nazista. Cinque mesi dopo, i nazisti violarono l'accordo di Monaco, quando, con il sostegno della Germania nazista, il parlamento slovacco dichiarò l'indipendenza della Repubblica Slovacca, Adolf Hitler invitò il presidente cecoslovacco Emil Hácha a Berlino e accettò la sua richiesta per l'occupazione tedesca dello stato superstite ceco e la sua riorganizzazione come protettorato tedesco per scoraggiare l'aggressione polacca e ungherese.
Il desiderio di Hitler di occupare la Cecoslovacchia fu in gran parte causato dalla crisi dei cambi, poiché la Germania aveva esaurito le sue riserve di valuta estera all'inizio del 1939 ed aveva urgentemente bisogno d'impadronirsi dell'oro della banca centrale cecoslovacca per continuare il piano quadriennale. Lo storico britannico Victor Rothwell scrisse che le riserve cecoslovacche di oro e la valuta sequestrata nel marzo 1939 erano "inestimabili per evitare la crisi valutaria della Germania".
Il 16 marzo, quando Hitler proclamò il protettorato, dichiarò: "Per mille anni le province di Boemia e Moravia hanno fatto parte del Lebensraum del popolo tedesco."
Non c'era un vero precedente per questa azione nella storia tedesca. Il modello per il protettorato erano gli stati principeschi in India sotto il Raj. Proprio nello stesso modo in cui ai maharajah indiani negli stati principeschi era concessa un'indipendenza nominale, ma il potere reale spettava al residente britannico di stanza per monitorare il maharajah, Hitler emulò questa pratica con il protettorato di Boemia e Moravia poiché i media tedeschi paragonarono piuttosto esplicitamente il rapporto tra il Protettore del Reich, il barone Konstantin von Neurath, ed il presidente Emil Hacha a quello tra un residente britannico e un maharajah indiano. Neurath sembra essere stato scelto come protettore del Reich in quanto ex ministro degli Esteri ed ex ambasciatore in Gran Bretagna, era ben noto a Londra per i suoi modi da zio, ma dignitosi, che erano tratti della personalità associati all'immagine popolare di un residente britannico. Hitler credeva che l'emulazione del Raj avrebbe reso questa violazione dell'Accordo di Monaco più accettabile per la Gran Bretagna e poiché ciò si rivelò non essere il caso, i media tedeschi lanciarono una lunga campagna di denuncia dell'"ipocrisia" britannica. Le autorità tedesche consentirono intenzionalmente al protettorato "tutti gli orpelli dell'indipendenza" per incoraggiare gli abitanti cechi a collaborare con loro. Tuttavia, nonostante il protettorato avesse i propri francobolli e la propria guardia presidenziale, il vero potere era nelle mani delle autorità naziste.

## Storia

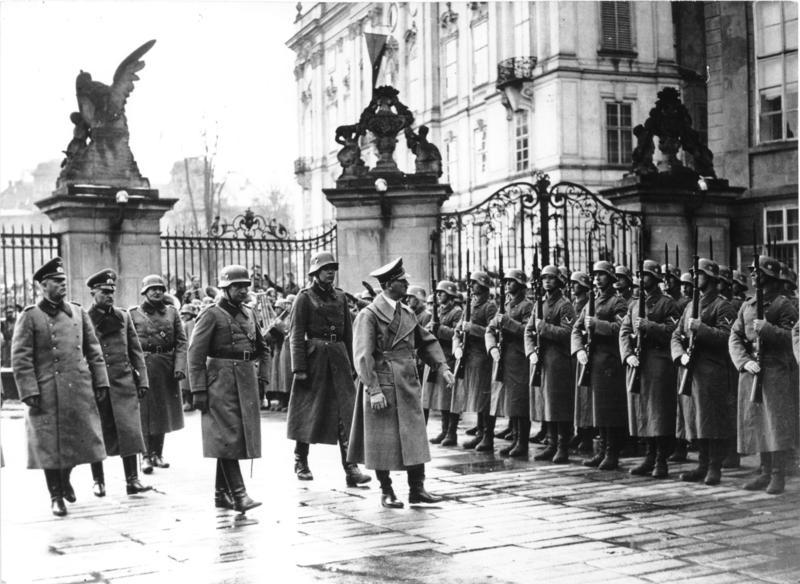
Hitler in visita al Castello di Praga dopo l'istituzione del protettorato tedesco.

La popolazione del protettorato venne mobilitata per il lavoro che avrebbe aiutato lo sforzo bellico tedesco e vennero organizzati uffici speciali per supervisionare la gestione delle industrie importanti per quello sforzo. I tedeschi arruolarono i cechi per lavorare nelle miniere di carbone, nell'industria siderurgica e nella produzione di armamenti. La produzione di beni di consumo, molto ridotta, era in gran parte destinata all'approvvigionamento delle forze armate tedesche. La popolazione del protettorato venne sottoposta a razionamento. La corona ceca venne svalutata al Reichsmark al tasso di 10 corone a 1 Reichsmark (attraverso il tasso effettivo avrebbe dovuto essere 6 corone per 1 Reichsmark), una politica che permise ai tedeschi di acquistare tutto a buon mercato nel protettorato. L'inflazione fu un grave problema per tutta l'esistenza del protettorato, venendo aggravata dal rifiuto delle autorità tedesche di aumentare i salari per tenere il passo con l'inflazione e rendendo l'era un periodo di calo degli standard di vita dato che le corone valevano sempre meno. Anche i membri della volksdeutsche (etnia tedesca) che vivevano nel protettorato si lamentavano che il loro tenore di vita era stato più alto sotto la Cecoslovacchia, essendo piuttosto una sorpresa per la maggior parte di loro, che si aspettavano un miglioramento del loro tenore di vita sotto il dominio tedesco.
Il dominio tedesco era moderato rispetto agli standard nazisti durante i primi mesi dell'occupazione. Il governo e il sistema politico cechi, riorganizzati da Hácha, continuarono ad esistere formalmente. La Gestapo diresse le sue attività principalmente contro i politici cechi e l'intelligencija. Nel 1940, in un piano segreto sulla germanizzazione del Protettorato di Boemia e Moravia, venne dichiarato che quelli considerati di razza mongoloide e l'intellighenzia ceca erano esseri non germanizzati e che circa la metà della popolazione ceca era adatta alla germanizzazione. Il Generalplan Ost ipotizzava che circa il 50 % dei cechi sarebbe stato adatto per la germanizzazione. Le élite intellettuali ceche dovevano essere completamente rimosse dai territori cechi e dall'Europa. Gli autori del Generalplan Ost credevano che sarebbe stato meglio se emigrassero all'estero, poiché anche in Siberia erano considerati una minaccia per il dominio tedesco. Proprio come ebrei, polacchi, serbi e molte altre nazioni, i cechi erano considerati untermenschen dallo stato nazista. I cechi, tuttavia, non furono sottoposti a un simile grado di atti di brutalità vissuti dalle loro controparti polacche. Ciò è attribuito all'idea all'interno della gerarchia nazista che una larga fetta della popolazione fosse "capace di arianizzazione", tale capacità di arianizzazione era supportata dalla posizione che parte della ceca popolazione aveva origini tedesche. C'è anche il fatto che una politica relativamente moderata nelle terre ceche venne in parte guidata dalla necessità di mantenere la popolazione nutrita e compiacente in modo che potesse svolgere il lavoro vitale della produzione di armi nelle fabbriche. Nel 1939, il paese fungeva già da importante centro di produzione militare per la Germania, producendo aerei, carri armati, artiglieria e altri armamenti.
I cechi manifestarono contro l'occupazione il 28 ottobre 1939, 21º anniversario dell'indipendenza cecoslovacca. La morte, il 15 novembre 1939, di uno studente di medicina, Jan Opletal, che era stato ferito nelle violenze di ottobre, fece precipitare manifestazioni studentesche diffuse e i tedeschi si vendicarono. I politici vennero arrestati in massa, così come circa 1.800 studenti ed insegnanti. Il 17 novembre, tutte le università e i collegi del protettorato vennero chiusi, nove leader studenteschi vennero giustiziati e 1.200 studenti vennero inviati al campo di concentramento di Sachsenhausen all'interno della Germania nazista; ulteriori arresti ed esecuzioni di studenti e professori cechi ebbero luogo successivamente durante l'occupazione. (Vedi anche Resistenza ceca)

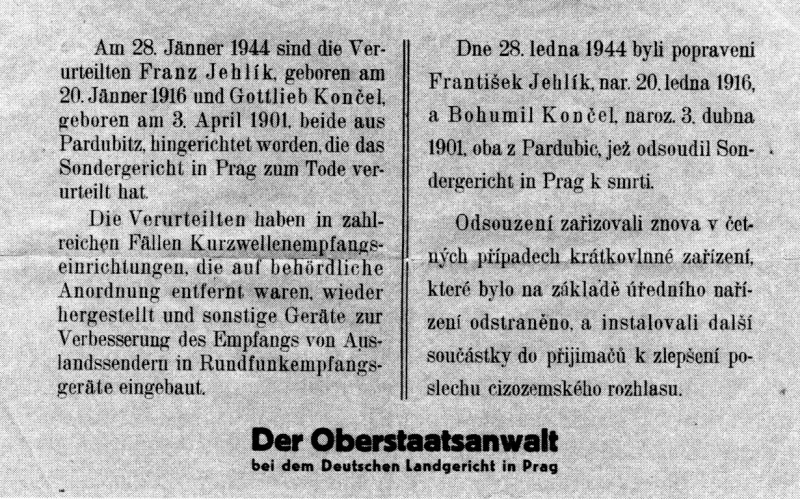
Annuncio dell'esecuzione di cechi, che avevano migliorato i ricevitori radio per ascoltare le trasmissioni straniere, 1944

Durante la seconda guerra mondiale, Hitler decise che Neurath non stava trattando i cechi abbastanza duramente e adottò una politica più radicale nel protettorato. Il 29 settembre 1941, Hitler nominò l'estremista delle SS Reinhard Heydrich come vice Reichsprotektor (Stellvertretender Reichsprotektor). Allo stesso tempo, sollevò Neurath dai suoi doveri quotidiani. A tutti gli effetti, Heydrich sostituì Neurath come Reichsprotektor. Sotto l'autorità di Heydrich, il primo ministro Alois Eliáš venne arrestato (e successivamente giustiziato), il governo ceco venne riorganizzato e tutte le organizzazioni culturali ceche vennero chiuse. La Gestapo arrestò ed uccise centinaia di persone. Venne organizzata la deportazione degli ebrei nei campi di concentramento e la città fortezza di Terezín venne trasformata in un ghetto-stazione di passaggio per le famiglie ebree.
Il 4 giugno 1942, Heydrich morì dopo essere stato ferito dai commando cecoslovacchi nell'operazione Anthropoid. Le direttive emanate dal successore di Heydrich, l'SS-Oberstgruppenführer Kurt Daluege, e la legge marziale portarono ad arresti di massa, esecuzioni e alla distruzione dei villaggi di Lidice e Ležáky. Nel 1943 lo sforzo bellico tedesco venne accelerato. Sotto l'autorità di Karl Hermann Frank, ministro di Stato tedesco per la Boemia e la Moravia, all'interno del protettorato, tutte le industrie non legate alla guerra vennero proibite. La maggior parte della popolazione ceca obbedì silenziosamente fino agli ultimi mesi prima della fine della guerra, quando migliaia di persone vennero coinvolte nel movimento di resistenza.
Per i cechi del Protettorato di Boemia e Moravia, l'occupazione tedesca rappresentò un periodo di oppressione. Il numero delle vittime ceche di persecuzioni politiche ed omicidi nei campi di concentramento venne compreso tra 36.000 e 55.000 persone. Dopo che Heydrich assunse il controllo del Protettorato, istituì la legge marziale ed intensificò gli arresti e le esecuzioni dei combattenti della resistenza. Heydrich avrebbe definito i cechi "bestie che ridono", riflettendo la sovversione ceca e le convinzioni razziali naziste sull'inferiorità dei cechi.
La popolazione ebraica di Boemia e Moravia (118.000 persone secondo il censimento del 1930) venne praticamente annientata, con oltre 75.000 uccisi. Delle 92.199 persone classificate come ebree dalle autorità tedesche nel Protettorato nel 1939, 78.154 (85%) vennero assassinate durante l'Olocausto.
Molti ebrei emigrarono dopo il 1939; 8.000 sopravvissero al campo di concentramento di Terezín, che venne usato per scopi di propaganda come fiore all'occhiello. Diverse migliaia di ebrei riuscirono a vivere in libertà o nascosti durante l'occupazione. Lo sterminio della popolazione Rom fu così totale che la lingua boema-romanì si estinse completamente. Gli internati rom vennero inviati ai campi di concentramento di Lety e Hodonín prima di essere trasferiti ad Auschwitz-Birkenau per essere gasati. La stragrande maggioranza dei rom nella Repubblica Ceca oggi discende da migranti della Slovacchia che vi si trasferirono all'interno della Cecoslovacchia del dopoguerra. Il campo di concentramento di Theresienstadt era situato nel Protettorato, vicino al confine con il Reichsgau Sudetenland. Era progettato per concentrare la popolazione ebraica dal protettorato e spostarla gradualmente nei campi di sterminio e ospitava anche ebrei dell'Europa occidentale e tedeschi. Pur non essendo un campo di sterminio in sé, le condizioni dure e antigieniche provocarono comunque la morte di 33.000 dei 140.000 ebrei portati nel campo, mentre altri 88.000 vennero inviati nei campi di sterminio e solo 19.000 sopravvissero.

## Politica

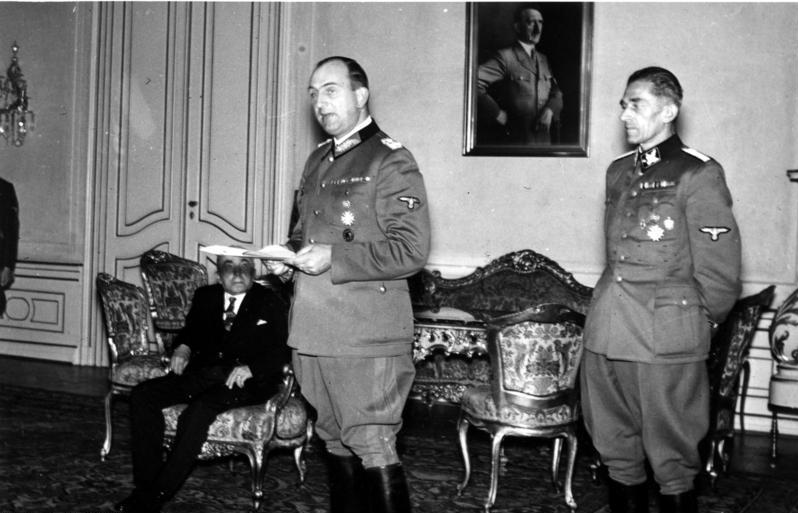
Il presidente di Stato ceco del Protettorato, dr. Emil Hácha (seduto), ascolta un discorso del Reichsprotektor Kurt Daluege accanto al generale delle SS e della polizia Karl Hermann Frank a Praga, settembre 1942.

Stendardo del Reichsprotektor (1939–1944).

Stendardo del presidente di Stato.

Dopo l'istituzione del Protettorato tutti i partiti politici vennero messi fuori legge, ad eccezione dell'Associazione Nazionale (Národní souručenství). L'appartenenza al Národní souručenství era preclusa a donne ed ebrei. Nella primavera del 1939, circa 2.130.000 uomini si unirono al gruppo, pari al 98%-99% della popolazione maschile ceca. Tuttavia, molto della registrazione per il Národní souručenství venne fatto nello stile di un censimento (uno sbocco tradizionale per il sentimento nazionalista nelle terre ceche), e i messaggi che sostenevano l'adesione al Národní souručenství sottolinearono che il gruppo esisteva per affermare il carattere ceco della Boemia e Moravia.
Una spia del governo in esilio a Londra riferì: "Il caos originale ed osservabile e successivamente la paura degli informatori della Gestapo e l'incertezza si sono trasformati in coraggio e speranza. La nazione si sta unendo, non solo nel Movimento di solidarietà nazionale, che la maggioranza ha fatto solo per evitare di perdere la nostra esistenza nazionale, ma gli individui si stanno unendo e si comincia a sentire se la nazione ha di nuovo una spina dorsale". Questo partito fascista ceco locale era guidato da un Presidium in carica fino al 1942, dopodiché venne nominato un Vůdce (Capo) del partito.

### Il governo tedesco
L'autorità suprema all'interno del Protettorato era detenuta dal Protettore del Reich (Reichsprotektor), l'alto amministratore nazista dell'area, il cui compito era rappresentare gli interessi dello stato tedesco. La carica e il titolo vennero ricoperti da una varietà di persone durante l'esistenza del Protettorato. In successione questi furono:
- 16 marzo 1939–20 agosto 1943: Konstantin von Neurath, ex ministro degli Esteri della Germania nazista (1932-1938) e Ministro senza portafoglio (1938-1945). Fu messo in congedo nel settembre 1941 dopo l'insoddisfazione di Hitler per le sue "politiche morbide", sebbene mantenne ancora il titolo di Reichsprotektor fino alle sue dimissioni ufficiali nell'agosto 1943.
- 27 settembre 1941–30 maggio 1942: Reinhard Heydrich, capo della SS-Reichssicherheitshauptamt (Ufficio Centrale per la Sicurezza del Reich) o RSHA. Ufficialmente era solo un vice di Neurath, ma in realtà gli venne concessa l'autorità suprema sull'intero apparato statale del Protettorato.
- 31 maggio 1942–20 agosto 1943: Kurt Daluege, capo della Ordnungspolizei (Polizia d'Ordine) od Orpo, nel Ministero dell'Interno, che era anche ufficialmente un vice Protettore del Reich.
- 20 agosto 1943–5 maggio 1945: Wilhelm Frick, ex ministro degli interni (1933-1943) e ministro senza portafoglio (1943-1945).

Accanto al Protettore del Reich c'era anche un ufficio politico di Segretario di Stato (dal 1943 noto come Ministro di Stato del Protettore del Reich) che si occupava della maggior parte della sicurezza interna. Dal 1939 al 1945 questa persona era Karl Hermann Frank, l'anziano SS- und Polizeiführer nel Protettorato. Venne istituito anche un comando della Allgemeine-SS, noto come SS-Oberabschnitt Böhmen-Mähren. Il comando era un'unità attiva della Allgemeine-SS, tecnicamente l'unica unità di questo tipo esistente al di fuori della Germania, poiché la maggior parte delle altre unità Allgemeine-SS nei paesi occupati o conquistati erano in gran parte comandi sulla carta.

### Il governo ceco

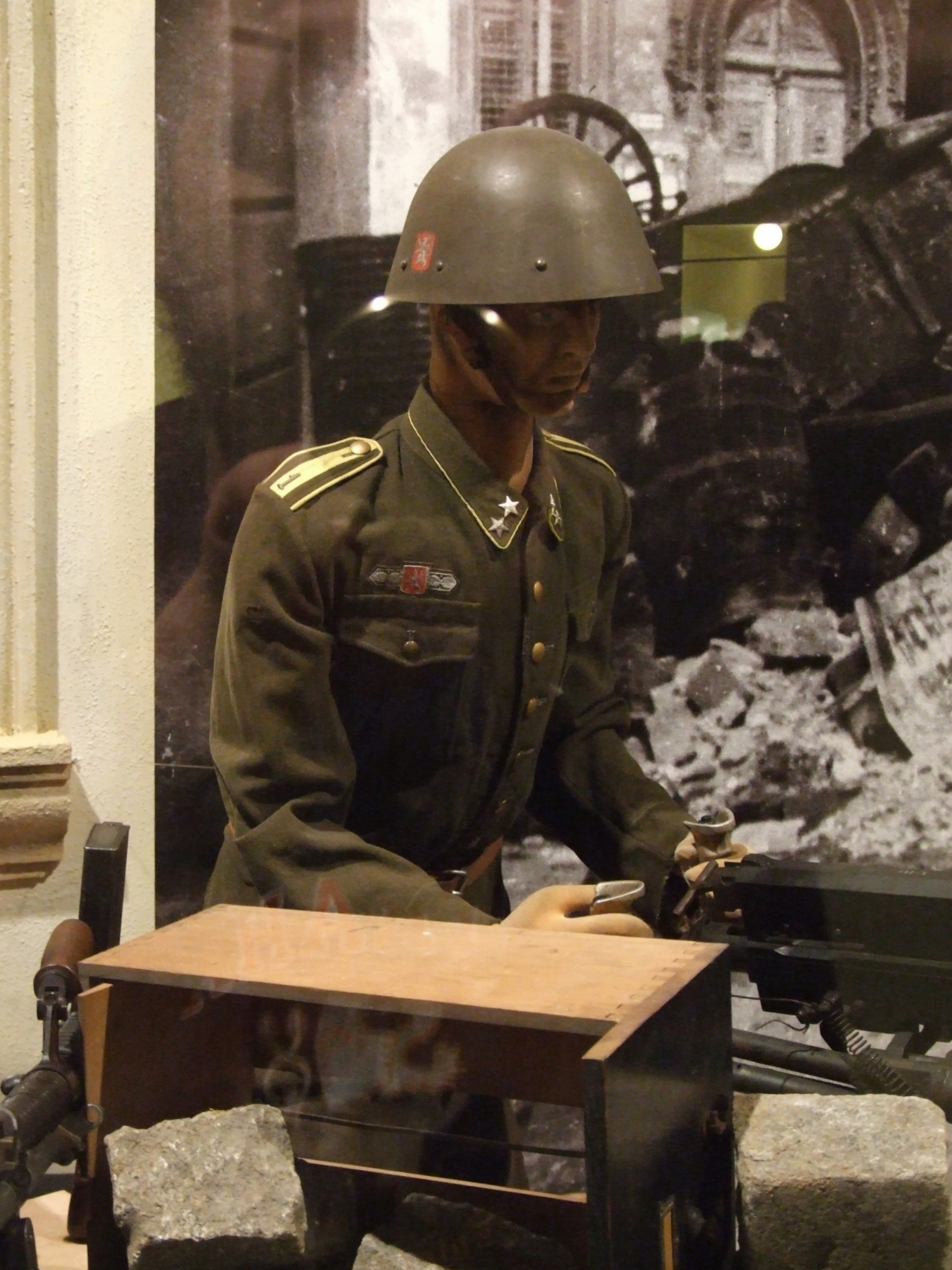
Uniforme dell'esercito del Protettorato (Vládní vojsko)

Il presidente di Stato ceco (Státní Prezident) durante il periodo del dominio tedesco dal 1939 al 1945 era Emil Hácha (1872-1945), che era stato presidente della Seconda Repubblica cecoslovacca dal novembre 1938. Rudolf Beran (1887-1954) continuò a ricoprire la carica di ministro presidente (Předseda vlády) dopo la presa di potere tedesca. Venne sostituito da Alois Eliáš il 27 aprile 1939, anch'egli dimesso il 2 ottobre 1941 non molto tempo dopo la nomina di Reinhard Heydrich come nuovo Protettore del Reich. A causa dei suoi contatti con il governo cecoslovacco in esilio Eliáš venne condannato a morte e l'esecuzione venne eseguita il 19 giugno 1942 poco dopo la morte di Heydrich. Dal 19 gennaio 1942 il governo venne guidato da Jaroslav Krejčí, e da gennaio a maggio 1945 da Richard Bienert, l'ex capo della polizia di Praga. Quando venne proclamato lo scioglimento del Protettorato dopo la Liberazione di Praga, venne emessa una chiamata radio per l'arresto di Bienert. Ciò portò alla sua condanna ad una pena detentiva di tre anni nel 1947, durante la quale morì nel 1949.
A parte l'Ufficio del Ministro Presidente, il governo ceco locale nel Protettorato era composto dai Ministeri dell'Istruzione, delle Finanze, della Giustizia, del Commercio, degli Interni, dell'Agricoltura e del Lavoro Pubblico. La politica estera e la difesa militare dell'area erano sotto il controllo esclusivo del governo tedesco. L'ex ministro degli Esteri della Cecoslovacchia František Chvalkovský divenne un ministro senza portafoglio e rappresentante permanente dell'amministrazione ceca a Berlino.

## Popolazione

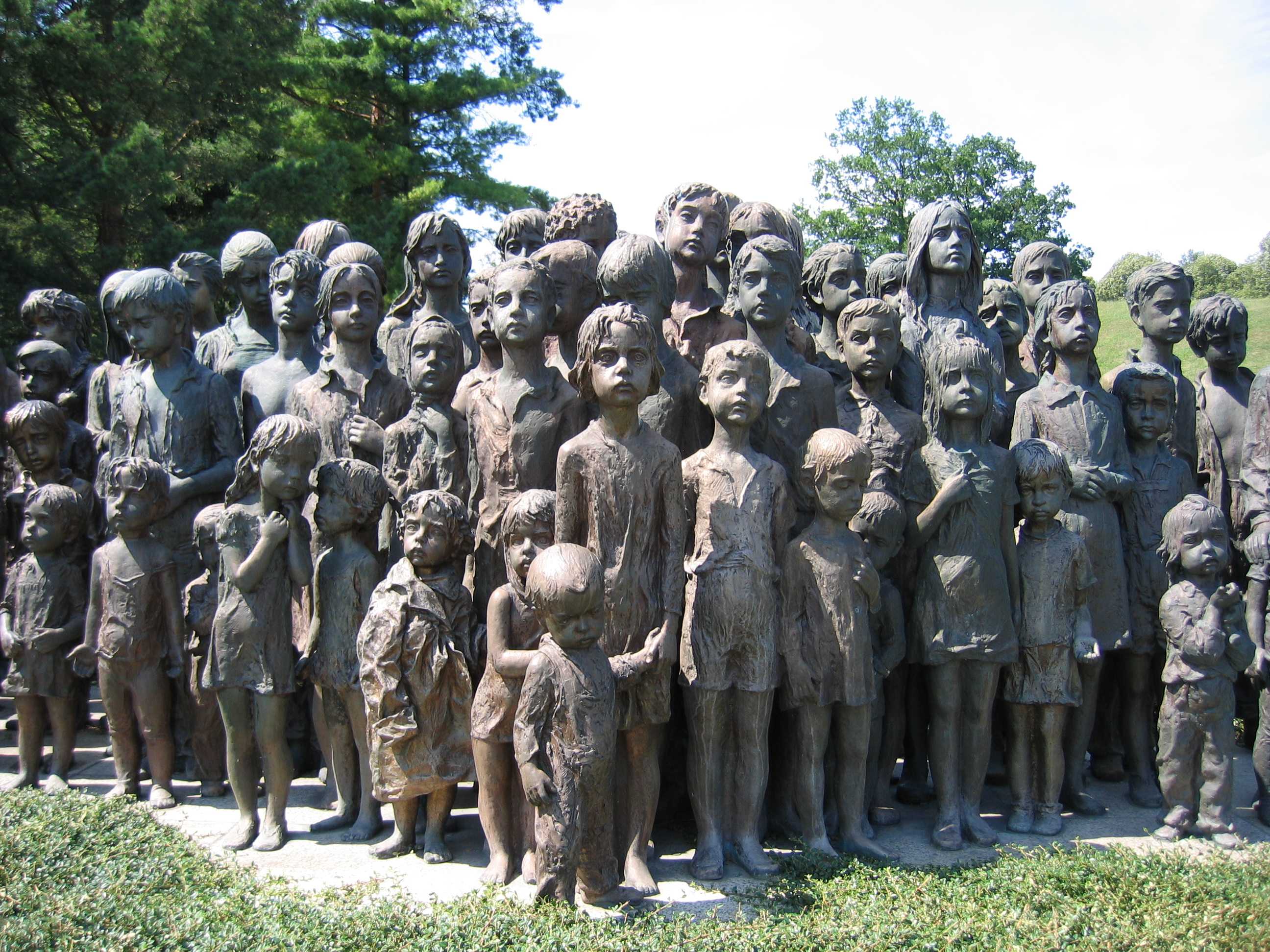
Memoriale per i bambini assassinati di Lidice. Alcuni bambini di Lidice vennero risparmiati perché ritenuti idonei alla "germanizzazione".

L'area del Protettorato di Boemia e Moravia conteneva circa 7.380.000 abitanti nel 1940. 225.000 (3,3%) di questi erano di origine tedesca, mentre il resto era principalmente di etnia ceca così come alcuni slovacchi, in particolare vicino al confine con la Slovacchia. Alla minoranza tedesca veniva offerta la cittadinanza del Reich, mentre ebrei e cechi erano fin dall'inizio cittadini di seconda classe ("soggetti del protettorato", in tedesco Protektoratsangehörige).
Nel marzo 1939, Karl Frank definì un "cittadino tedesco" come:
I nazisti miravano a che il protettorato diventasse completamente germanizzato. I matrimoni tra cechi e tedeschi divennero un problema per i nazisti. Nel 1939, i nazisti non proibirono i rapporti sessuali tra tedeschi e cechi e nessuna legge proibiva agli ebrei di sposare cechi. I nazisti fecero sì che le donne tedesche che sposavano persone non tedesche avrebbero perso la cittadinanza del Reich, mentre le donne ceche che sposavano uomini tedeschi venivano accettate nel Volk tedesco. Le famiglie ceche che miravano a migliorare la propria vita nel protettorato incoraggiavano le loro figlie ceche a sposare uomini tedeschi, poiché era un modo per salvare un'azienda di famiglia.
Hitler aveva approvato un piano progettato da Konstantin von Neurath e Karl Hermann Frank, che prevedeva la germanizzazione della metà "di valore razziale" della popolazione ceca dopo la fine della guerra. Consisteva principalmente dei lavoratori dell'industria e dei contadini. La metà indesiderabile conteneva l'intellighenzia, che i nazisti consideravano ingermanizzabile, e potenziali pericolosi istigatori del nazionalismo ceco. Circa 9.000 Volksdeutsche provenienti dalla Bucovina, dalla Dobrugia, dall'Alto Adige, dalla Bessarabia, dai Sudeti e dall'Altreich si stabilirono nel protettorato durante la guerra. L'obiettivo era creare una cintura d'insediamenti tedeschi da Praga ai Sudeti, e trasformare i dintorni di Olomouc (Olmütz), České Budějovice (Budweis), Brno (Brünn) e l'area vicino al confine slovacco nelle enclavi tedesche.
Un'ulteriore integrazione del protettorato nel Reich venne realizzata con l'assunzione di apprendisti tedeschi, trasferendo i bambini sfollati tedeschi nelle scuole situate nel protettorato e autorizzando matrimoni tra tedeschi e cechi "assimilabili". Ai cechi germanizzabili venne permesso di unirsi al Reichsarbeitsdienst e di essere ammessi alle università tedesche.

## Educazione
In comune con le altre nazioni "sommerse" dell'Europa orientale, l'intellighenzia ceca aveva un immenso prestigio come portatrice e protettrice della cultura nazionale, che avrebbe tenuto in vita la lingua e la cultura ceche qualora la nazione ceca fosse stata "sommersa". Nessun segmento dell'intellighenzia ceca subì maggiori pressioni per conformarsi alla politica di occupazione rispetto agli insegnanti di scuola. Frank definì gli insegnanti "la più pericolosa ala dell'"intellighenzia"", mentre Heydrich si riferiva agli insegnanti come "il nucleo di addestramento del governo ceco di opposizione [in esilio a Londra]". Per mantenere i loro lavori, gli insegnanti dovevano dimostrare di saper parlare bene il tedesco e salutare i loro studenti con il saluto fascista dicendo "Sieg Heil!" ("Saluto alla Vittoria!"). Gli ispettori scolastici facevano visite a sorpresa nelle aule e tutti i presidenti delle commissioni d'esame dovevano essere di etnia tedesca. Alcuni insegnanti e studenti erano informatori della Gestapo, che diffondevano un clima di sfiducia e paranoia in tutto il sistema scolastico poiché sia gli insegnanti che gli studenti non sapevano mai di chi fidarsi. Un insegnante ricordò: "La Gestapo aveva informatori ed agenti persino tra i bambini. L'incertezza e la sfiducia hanno distrutto ogni sentimento di cameratismo tra i bambini".
Nonostante queste pressioni, un certo numero di insegnanti cechi inserì tranquillamente idee "anti-Reich" nelle loro lezioni rifiutandosi di salutare i loro studenti con "Sieg Heil!". Soprattutto sotto Frank, gli insegnanti soffrirono duramente. Nei primi sei mesi del 1944, circa 1.000 insegnanti cechi vennero giustiziati o imprigionati. Nel 1945, circa 5.000 insegnanti cechi vennero imprigionati nei campi di concentramento, dove un quinto morì. Alla fine dell'occupazione, circa il 40% di tutti gli insegnanti cechi era stato licenziato e la cifra raggiunse il 60% a Praga.

## Suddivisione amministrativa

### Distretti del Protettorato
Ai fini amministrativi il Protettorato di Boemia e Moravia venne diviso in due Länder: Böhmen (Boemia) e Mähren (Moravia). Ognuno di questi venne ulteriormente suddiviso in Oberlandratsbezirke, ciascuno comprendente un certo numero di Nezirke.
| Boemia (Böhmen)  | |
| Budweis          | Budweis, Gumpolds, Ledetsch, Pilgrams, Tabor, Wittingau |
| Königgrätz       | Chrudim, Hohenmauth, Jitschin, Königgrätz, Königinhof, Leitomischl, Nachod, Neu-Bidschow, Neuenburg, Pardubitz, Reichenau, Semil                                                           |
| Pilsen           | Klattau, Kralowitz Pilsen-Land, Pilsen-Stadt, Pisek, Schüttenhofen, Strakonitz, Taus |
| Prag             | Beneschau, Beraun, Böhmisch-Brod, Brandeis, Jungbunzlau, Kladno, Kolin, Laun, Melnik, Pibrans, Prag-Land-Nord, Prag-Land-Süd, Prag-Stadt, Rakonitz, Raudnitz, Schlan, Seltschan, Tschaslau |
| Moravia (Mähren) | |
| Brünn            | Boskowitz, Brünn-Land, Brünn-Stadt, Gaya, Göding, Ungarisch-Brod, Ungarisch-Hradisch, Wischau, Zline                                                                                       |
| Iglau            | Groß-Meseritsch, Iglau, Mährisch-Budwitz, Neustadtl, Trebitsch |
| Mährisch-Ostrau  | Friedberg, Kremsier, Littau, Mährisch-Ostrau, Mährisch-Weißkirchen, Olmütz-Land, Olmütz-Stadt, Prerau, Proßnitz, Wallachisch-Meseritsch, Wesetin                                           |

### Distretti del NSDAP
Per scopi amministrativi del partito, il partito nazista estese il suo sistema dei gau alla Boemia e alla Moravia quando venne istituito il protettorato. Questo passaggio divideva le restanti parti della Boemia e della Moravia tra i suoi quattro gaue circostanti:
- Reichsgau Sudetenland
- Gau Bayreuth (Marcia orientale bavarese)
- Reichsgau Niederdonau (Basso Danubio)
- Reichsgau Oberdonau (Alto Danubio)

La conseguente sovrapposizione di governo portò ai soliti conflitti di autorità tipici dell'era nazista. Cercando di estendere la propria base di potere e di facilitare la germanizzazione dell'area, i gauleiter dei distretti circostanti si agitarono continuamente per la liquidazione del Protettorato e la sua incorporazione diretta nel Reich tedesco. Hitler dichiarò ancora nel 1943 che la questione doveva ancora essere definitivamente risolta.

## Comandante militare
Come in altri paesi occupati, l'esercito tedesco in Boemia e Moravia era comandato da un Wehrmachtbefehlshaber. Nel corso dell'anno, la sede ricevette diversi nomi a causa della complessa struttura del Reichsprotektorat: Wehrmachtbevollmächtigter beim Reichsprotektor in Böhmen und Mähren, Wehrmachtbefehlshaber beim Reichsprotektor in Böhmen und Mähren e Wehrmachtbefehlshaber beim deutschen Staatsminister in Böhmen und Mähren. Il comandante ricopriva anche la carica di Befehlshaber im Wehrkreis Böhmen und Mähren.

### Comandanti militari
- General der Infanterie Erich Friderici (1 aprile 1939–27 ottobre 1941)
- General der Infanterie Rudolf Toussaint (1 novembre 1941–31 agosto 1943)
- General der Panzertruppen Ferdinand Schaal (1 settembre 1943–26 luglio 1944) (arrestato dopo il complotto del 20 luglio)
- General der Infanterie Rudolf Toussaint (26 luglio 1944-8 maggio 1945)

## Bandiera
La bandiera del Protettorato, in uso dal 15 marzo 1939 all'8 maggio 1945, manteneva i colori panslavi della bandiera cecoslovacca, ma disposti in 3 bande orizzontali di uguale dimensione partendo dall'alto bianco, rosso e blu. Proporzioni 2:3.